# 映日

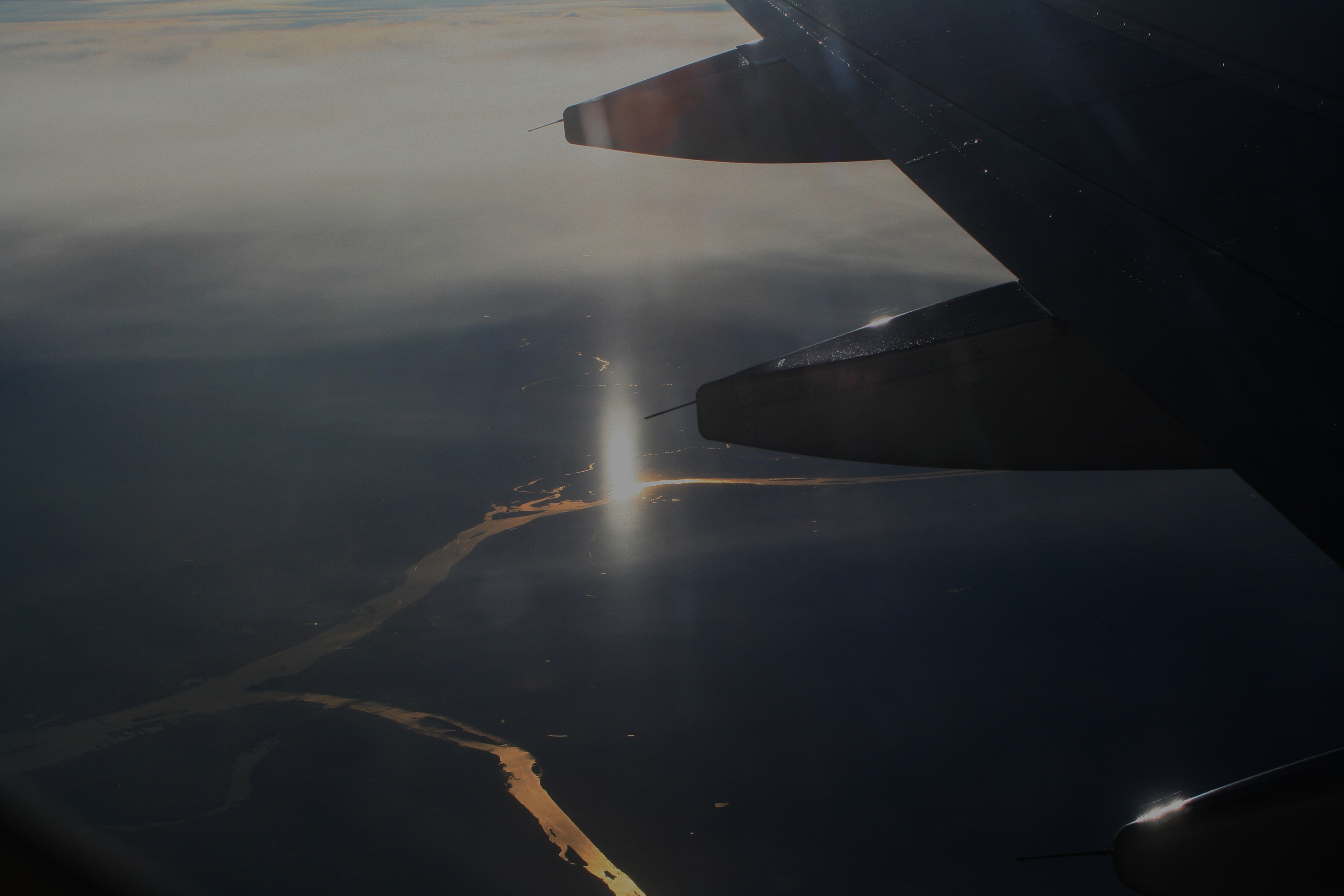
飛行機から撮影した映日

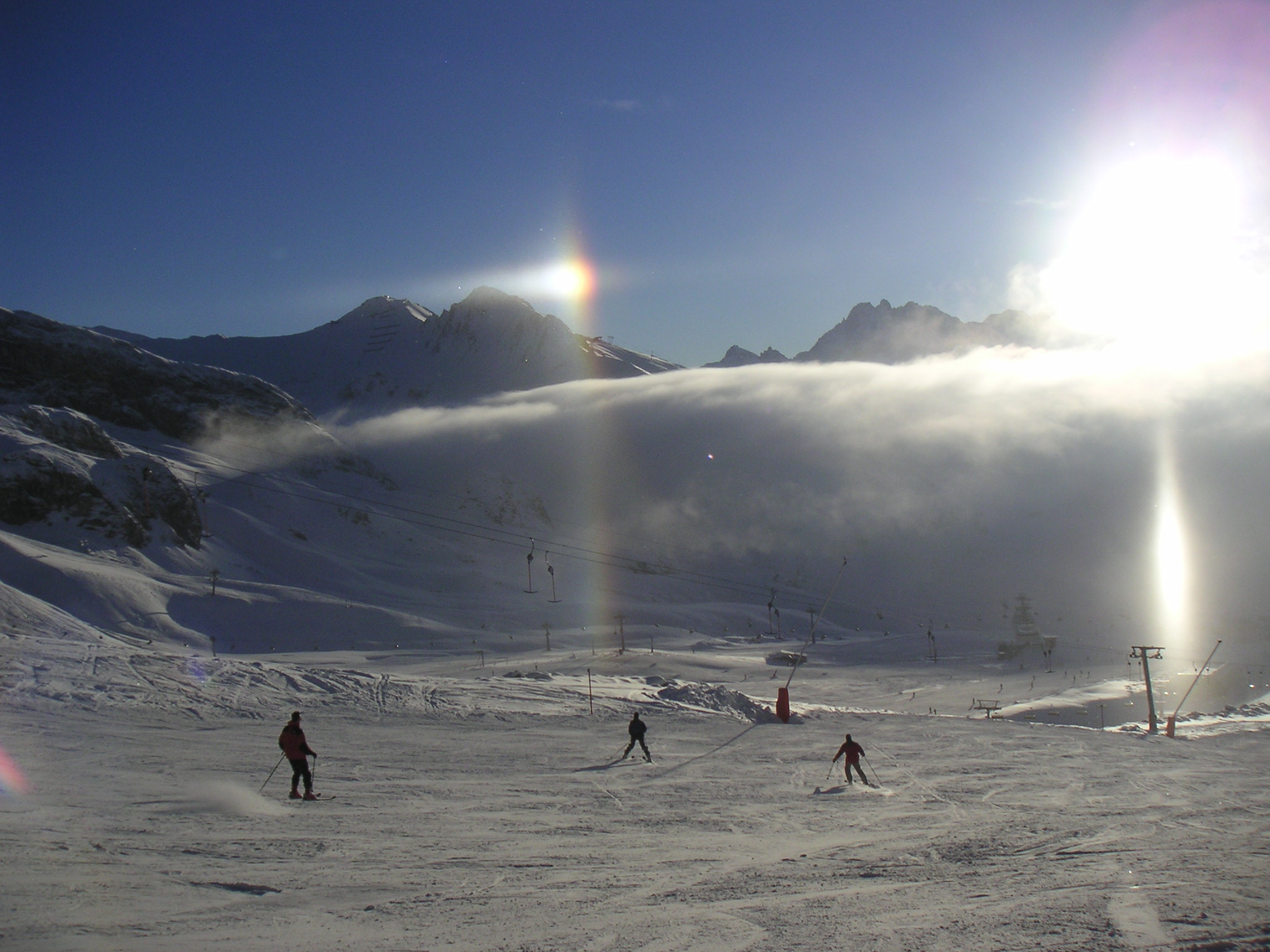
スキー場にて撮影した映日（右下）

映日（えいじつ, subsun）とは、太陽から地平線を挟んで正反対の真下に、白い光の帯が見える大気光学現象のことである。
雲の中に六角板状の氷晶があり、風が弱い場合、これらの氷晶は落下の際の空気抵抗のために地面に対してほぼ水平に浮かぶ。このほぼ水平に浮かんだ板状の氷晶の表面で太陽からの光線が反射され、太陽の虚像として見えるのが映日である。
映日は太陽と地平線をはさんで対称な位置、つまり地平線下にあり、普段は見ることができない。見ることができるのは航空機や高山などからに限られる。
太陽柱は、氷晶が水平からずれているために、映日を見せるような氷晶からの光が上下に広がって、地上でも見えるものである。太陽柱と映日が同時に出現することもあるが、映日のみの場合もある。
屈折せず反射するのみなので、色は付かず、白く見える。ただし、日の出や日没時は朝焼け・夕焼けによって赤みがかかって見える。また、氷晶に入って底面で反射し、屈折して出る光路もあり、原理的には分光するが、一部であるので、散乱するため影響はごく少ない。